# 111-96
III-96 — серия крупнопанельных жилых домов для строительства в Киеве, городах и посёлках Украины, а также некоторых территорий России — дома этой серии также строились в Волгодонске, Батайске, Краснодаре, Печоре, Новокузнецке, Кабардино-Балкарской республике. Первые дома этой серии были построены в 1975 году в Киеве по адресам улица Анатолия Соловьяненко, 6 и 12. До 1986 года в Киеве строились девятиэтажные дома, после — десятиэтажные. В г. Луганске можно встретить двенадцатиэтажные представители этой серии, а в киевском микрорайоне Берковец и в посёлках Киевской области есть четырёх- и пятиэтажные такие дома. Строительство зданий по этому проекту в Киеве было свёрнуто в 1996 году.
Домами данной серии в Киеве были застроены основные спальные районы, также часто эти дома точечно строились в прицентральных районах города, и в области. Так, в 5 микрорайоне города Припять по адресам проспект Строителей 32 и Героев Сталинграда 15 было построено 2 девятиэтажных дома данного проекта в начале 1980-х.
Высота помещений — 264 см.
В типовой секции находится 4 квартиры на этаже — две двухкомнатных и две трёхкомнатных, в торцевых секциях — одна однокомнатная, две двухкомнатных и одна трёхкомнатная.
В каждой секции один лифт грузоподъёмностью 320 (400) кг и мусоропровод в помещении за лифтом.
Отопление, холодное и горячее водоснабжение — централизованные.
Материал внешних стен — однослойные керамзитобетонные плиты толщиной 35 см.
Внутренние стены и перекрытия — сборные железобетонные панели толщиной 16 см.

## Характеристики серии
Высота помещений — 264 см. В типовой секции 4 квартиры на этаже — две двухкомнатные и две трёхкомнатные, в торцевых секциях — одна однокомнатная, две двухкомнатные и одна трёхкомнатная. Каждая квартира оборудована лоджией или балконом. Комнаты и санузлы раздельные. В каждой секции один лифт грузоподъёмностью 400 кг и мусоропровод в помещении за лифтом. Отопление, холодное и горячее водоснабжение — централизованные. Материал внешних стен — однослойные керамзитобетонные плиты толщиной 35 см. Внутренние стены и перекрытия — сборные железобетонные панели толщиной 16 см.
Архитекторы: Г. Копоровский, А. Заваров, Ю. Репин, Е. Репринцева, В. Дудина, В. Федоренко, Д. Яблонский, Л. Дячук, Л. Куликов. Проект КиевЗНИИЭПа для ДСК-1. Это первый из так называемых улучшенных среднеэтажных проектов отечественного домостроения. Существует три варианта блок-секции: рядовая (96-078-13.86), угловая (96-076-13.86), и угловая зеркальная (96-077-13.86). В каждой секции 10-этажного здания размещены сорок квартир: в рядовой (96-036) — двадцать 2-комнатных (51 кв.м. общей площади, в том числе 30 кв.м. жилой площади2) и двадцать 3-комнатных (70/42 м2), а в угловой (96-033) — десять 1-комнатных (40/19 м2), двадцать 2-комнатных и десять 3-комнатных.
Исходя из истории строительства серии в Киеве, можно выделить такие модификации:
- 1975—1977 — девятиэтажные дома с окрашенными зелёным и синим цветом панелями, с большими окнами как в квартирах, так и на лестничной клетке. Такие дома можно встретить на Северо-Броварском массиве и в 6-м микрорайоне Оболони. Также аналогичные дома строились в регионах Украины.
- 1977—1980 — девятиэтажные дома с облицованными неглазурованной плиткой панелями (кроме панелей подъезда, они окрашивались в различные цвета), с большими окнами в квартирах, но окнами поменьше на лестничной клетке. Входная группа у этих домов монументальнее, чем у предыдущего варианта.
- 1980—1981 — аналогично предыдущим, но панели подъезда уже облицованы плиткой. Появилась цветная глазурованная плитка на фасадах.
- 1980—1982 — дома, идентичные предыдущей модификации, отличие только в стеклянной входной группе.
- 1982—1987 — девятиэтажные дома с уменьшенными оконными переплётами как в квартирах, так и на лестницах.
- 1987—1996 — сохранены характеристики предыдущего варианта, этажность повышена до 10 этажей.

В России в каждом городе использовались местные модификации серии, отличные от украинских.

## 151-96к
С начала 1980-х и до середины 1990-х в Киеве строилась модификация данной серии с малогабаритными однокомнатными квартирами, получившая индекс 151-96к. В таком односекционном здании 13 квартир на этаже, один лифт и мусоропровод. Серия 151-96к принадлежит к малосемейному или гостиничному типу и состоит из 116 однокомнатных квартир двух типов: 44 квартиры класса «А» (30/14 м2) и 72 квартиры класса «Б» (33/19 м2). Модификация  151-96к строилась только в Киеве, в других городах получили распространение иные типовые проекты 151-96.